# Марк Сендмен
Марк Сендмен (24. септембар 1952. - 3. јул 1999) био је амерички певач, композитор, мултиинструменталиста и писац стрипова. Сендмена је карактерисао препознатљив, дубок баритон глас и мистериозно понашање. Био је инди-рок икона и дугогодишњи члан музичке сцене у Бостону и Кембриџу. Најпознатији је био као певач и басиста бенда Морфин, али и као члан блуз-рок групе Treat Her Right. Био је цењен међу многим познатим свирачима бас гитаре због свог јединственог, спорог и мрачног стила свирања. У Италији, 3. јула 1999. године, доживео је фатални срчани удар током наступа.

## Младост
Марк Сендмен рођен је у јеврејско-америчкој породици у Њутону, Масачусетсу. Дипломирао је на Универзитету Масачусетс, а након тога је живео живот радничке класе, обављајући разне послове као што су вожња таксија, грађевинарство и комерцијални риболов. Често је радио прековремено како би зарадио новац за путовање изван Њу Ингленда, у места као што је рурални Колорадо - место радње многих песама бендова Морфин и Treat Her Right.
Два трагична догађаја у великој мери утицала су на његов живот, као и на музичку каријеру. Био је опљачкан и избоден ножем у груди током вожње свог таксија и доживео је смрт двојице браће. Ови догађаји су касније препричани у песми No Reason бенда Treat Her Right. Његова мајка, Гајтел Сендмен, касније је објавила књигу „Четири Минус Један: Прича Мајке”, у којој је писала о губитку три сина.
Не постоји пуно јавних детаља о личном животу Марка Сендмена. Фанови су често спекулисали о чињеници да је велики број његових песама базиран на личним животним искуствима, али то до данашњег дана остаје непотврђено. Упркос томе што је Сендмен био незванични представник бенда Морфин, избегавао је одговарање на питања о личном животу и професионалним искуствима изван музичке индустрије. Нарочито је био тајанствен поводом својих година, исказујући мржњу према новинарима који су захтевали да јавно открије ту информацију, јер је наводно био 10 до 20 година старији од својих инди-рок савременика.

## Музичка каријера
Поред Морфина, који је основао 1989. године, Сендмен је био члан бендова Treat Her Right, Сендмен, Кенди Бар, Хипносоникс, Супергруп и Пејл Брадерс. Као гост, наступао је са бостонским џез ансамблом Ајдер/Оркестра.
Његови инструменти су били подложни разним изменама, а понекад су рађени ручно. Са Морфином, обично је свирао посебно наштимовану слајд бас гитару са две жице, а понекад и унитар (назван по једножичном инструменту америчке блуз традиције) или слајд бас са три жице (где је једна била бас жица, а друге две наштимоване за октаву више). Понекад је упаривао жице за бас са једном или две гитарске жице, стварајући „баситар”, „три-тар”, и „гитабас”. Гитабас и баситар је касније користио бенд Председници Сједињених Америчких Држава, са чијим је члановима Сендмен био у блиским односима.
Звучни резултат ових инструмената био је меланхоличан и мрачан, поготово у пару са баритон саксофоном (који је у Морфину свирао Дејна Коули). Оваквом звуку, који је употпунио његов баритонски глас, Сендмен је доделио име low rock. У једном интервјуу, рекао је да кумулативни ефекат свих ових инструмената погађа тело на јединствен начин и да се то људима свиђа, а да упркос томе што ова комбинација инструмената производи ниске фреквенције, увек је могуће разазнати шта се дешава међу њима.
Као текстописац, Марк Сендмен је био под великим утицајем Џима Томпсона (писац петпарачких прича), Џејмса Елроја (писац криминалистичких романа) и Џека Керуака (песник и романописац).
Током активних година Морфина, бенд је избацио пет студијских албума и једну компилацију раније необјављених песама. Били су на многим турнејама, у оквиру САД али и интернационално, а постали су други акт који је потписао уговор са студијом Dreamworks Records. Током 90-их година, Сендмен је додавањем половних инструмената и опреме, започео проширење свог кућног студија у Кембриџу. Студио је добио назив Hi-n-Dry и постао је незваничан дом Морфина у којем је бенд снимио многобројне препознатљиве песме, користећи се Сендменовим кућним продукцијским методама.

## Морфин
Морфин, оформљен 1989. године, комбиновао је блуз и џез елементе са традиционалнијим рок аранжманима, дајући бенду необичан звук. Сендмен је своју вокалну технику испољавао кроз „дубоко, лежерно певушење”, а његово писање било је под јаким утицајем покрета „бит”. Бенд је инсистирао на минималистичном low-end звуку који је имао потенцијала да постане познат, односно настојали су да буду моћни трио чији се звук не своди на електричну гитару. Њихов дебитантски албум, Good, снимљен је 1991. године и добио је позитивне критике које су утицале на повећање публике. Бенд је затим потписао уговор са издавачком кућом Rykodisc, који је поново објавио албум под њиховом штампом. Cure For Pain, издат 1993. године, повећао је популарност бенда изван Њу Ингленда, а синглови као што су Buena и Thursday су пуштани на радију. Након што је овај албум комплетиран, бенд је био на турнејама по САД, Европи, Јапану и Аустралији. Песме Sheila и In Spite Of Me истакнуте су у филму Spanking The Monkey. Бенд се 1995. године враћа у студио и прави нови албум - Yes. На албуму се налазио сингл Honey White који се појавио у MTV серијалу Бивис и Батхед и I Had My Chance који се појавио у филму Get Shorty.
Бенд је уживао позитивне критичке рецензије, међутим нису имали претерано добре комерцијалне резултате. У САД, бенд је био охрабриван и промовисан од стране инди-рок заједнице која је укључивала јавне и колеџ радио станице, као и од стране емисије 120 Minutes (у којој су чланови бенда једном гостовали као водитељи) канала MTV. Упркос томе, нису добили много подршке од комерцијалних радио станица и осталих актуелних музичких програма. Ово је лимитирало њихову експозитуру и подршку у САД, док су интернационално уживали у високопрофилном успеху, поготово у Белгији, Русији, Португалу, Француској и Аустралији

### Чланови бенда
- Марк Сендмен - двожични слајд бас, вокали, оргуље, тритар, гитара, клавир (1989—1999)
- Дејна Коули - баритон саксофон, тенор саксофон, дупли саксофон, триангл, пратећи вокали (1989—1999)
- Џероум Дупри - бубњеви, перкусије (1989—1991, 1991-1993, 1998-1999)
- Били Конвеј - бубњеви, перкусије (1991, 1993-1999)

## Уметничка каријера
Поред своје музичке каријере, Марк Сендмен се бавио аметерским фотографисањем и уметношћу. Створио је стрип под именом The Twinemen, чији су главни актери биле три лоптице од конопца које праве бенд који потом постаје успешан, распада се, а затим се поново састаје. Овај стрип приказује Сендменову препознатљиву технику цртања, у којој комбинује једноставан цртеж оловком са воденим бојама. Дејна Коули (саксофониста Морфина), Били Конвеј (бубњар Морфина) и певачица Лори Сарџент су касније оформили бенд и присвојили име стрипа The Twinemen, као омаж покојном Марку Сендмену.
Сендменови цртежи и фотографије били су изложени на официјалном веб-сајту Морфина, а касније су се појавили и у специјалном ДВД издању.

## Смрт
Сендмен се 3. јула 1999. срушио на бини Ђардини дел Принципе у Палестрини, Лацију док је наступао са Морфином. Његова смрт, у 46. години, била је последица срчаног удара, односно јаког стреса и високе телесне температуре у ноћи смрти. Био је издржаван од стране девојке Сабине Хрекдакијан, родитеља Роберта и Гајтел Сендмен и сестре Марте Холмс. Морфин се након његове смрти растао, али су преостали чланови бенда наступали са Оркестром Морфин, у знак поштовања и сећања, али и као знак подршке за постхумно издање албума The Night.
Након његове смрти, Hi-n-Dry је постао комерцијална дискографска кућа и студио, намењена за снимање и објављивање материјала бендова из округа Бостона. Студијом управљају бивши чланови Морфина, Конвеј и Коули. Hi-n-Dry је 2004. избацио ретроспективни бокс-сет Сендменове музике под називом Сендбокс. Састављен је још један бокс-сет од четири диска, међутим никад није избачен јер је тадашња Морфинова дискографска кућа, Рајкодиск, продата Ворнеру.
Коули, Дупри и бостонски музичар Џереми Лајонс 2009. године формирају групу Vapors of Morphine. Бенд редовно наступа у Бостону и Њу Орлеансу.

## Меморијали и признања
На раскрсници авеније Масачусетс и улице Бруклин у Кембриџу, централни трг Масачусетса назван је у част Марка Сендмена. Трг се налази одмах поред Мидл Иста, музичког клуба/ресторана који је Сендмен често посећивао.
Марк Сендмен Фондација за Музичко Образовање основана је од стране његове породице и пријатеља, са намером да деци из округа Кембриџа и Бостона пружи прилику да уче свирање музичких инструмената. Од 2008. године, фондација носи име Mark Sandman Music Project. Пројекат је заснован на заједници, непрофитан је и посвећен је спајању деце са музиком са циљевима едукације, рекреације, уметничких стварања и искустава.
Након Сендменове смрти, Крис Белју, Дејна Коули и Били Конвеј снимили су и објавили меморијалну песму Gone Again Gone. Песма је на одређено време била доступна онлајн, а верзија песме се јавља на другом соло албуму Криса Белјуа, The Days Are Filled With Years.
La Scalinata Mark J. Sandman, Giardini Del Principe су степенице у Палестрини, Италији које носе његово име. На првом степенику налази се спомен плоча са његовим именом.
Том Барман, Сендменов пријатељ и фронтмен белгијског бенда дЕУС, посвећује песму The Real Sugar Сендмену. Песма се налази на издању бенда из 2005. године, Pocket Revolution.
Калифорнијски бенд Honey White (име узето од песме Морфина) снимио је меморијалну песму под именом The Sandman за њихово прво издање, My Band Rocks! 2002. године.
Том Витман, обожавалац бенда, је 2004. године направио и поклонио бенду жичану скулптуру ликова из стрипа The Twinemen. Скулптура, са малим знаковима оштећења, приказана је у споту за песму Морфина, Saturday. Јавни интерес довео је до прављења нове жичане скулптуре 2007. године, која је постављена на аукцију за Сендменову фондацију. У септембру 2009. уметник Џошуа Будик је направио ситоштампу Марка Сендмена која је такође отишла на аукцију за фондацију.
Документарац под називом Cure for Pain: The Mark Sandman Story изашао је 2011. године.

## Цитати
„Реч морфијум потиче од речи Морфеј, који је био бог снова, а то нас је заинтересовало као концепт... Пуно пута сам чуо за опијум под именом морфијум али ми не долазимо одатле... ми смо сањали, Морфеј је дошао у наше снове... пробудили смо се и основали овај бенд... тотално смо били умотани у ове поруке из снова и то нас је натерало да започнемо овај бенд”

## Дискографија

### Албуми са Treat Her Right
- Treat Her Right (1986)
- Tied to the Tracks (1989)
- What's Good for You (1991)
- The Lost Album (2009)

### Албуми са Морфином
- Good (1992)
- Cure for Pain (1993)
- Yes (1995)
- Like Swimming (1997)
- The Night (2000)

### Соло албуми (компилације)
- Sandbox: The Mark Sandman Box Set  (2004)
- Cure For Pain: The Mark Sandman Story Bonus CD (2012)

### Синглови
- Buena (1993)
- Thursday (1993)
- Sharks (1994)
- Cure for Pain (1994)
- Super Sex (1995)
- Honey White (1995)
- Early to Bed (1997)
- Murder for the Money (1997)
- Eleven O'Clock (1999)